# Musée géologique national José Royo y Gómez
Le musée géologique national José Royo y Gómez est un musée colombien situé à Bogota, au sein de l'Université nationale de Colombie. Consacré à la géologie et la paléontologie, il porte le nom de José Royo y Gómez (1895-1961), géologue espagnol ayant œuvré en Colombie et au Venezuela.